# Дюггві
Дюггві (давньосканд. Dyggvi) — легендарний конунг Уппсали з роду Інглінгів, за деякими даними — перший конунг з цього роду.
Дюггві був сином Домара, вперше названого конунгом в данській мові, та Дротт, доньки Данпа. «Сага про Інглінгів» повідомляє, що Дюггві був названий конунгом першим з усіх Інглінгів, можливо, маючи на увазі цю спорідненість як причину.
«Про те, що Дюггві був першим названий „конунгом“, Сноррі помилково вивів з того, що це слово вперше зустрічається в строфі про Дюггві, тоді як Домальді в строфі про його смерть названий в оригіналі dróttinn, тобто словом, яке використовували в тому ж значенні, що й konungr».
Дюггві помер своєю смертю. Його наступником став його син Даг Мудрий.
Автор тексту «Як заселялася Норвегія», згадуючи Дюггві в родоводі Гаральда Прекрасноволосого, зазначає: «Ми його звемо Трюггві».